# Żłobiste Koryto

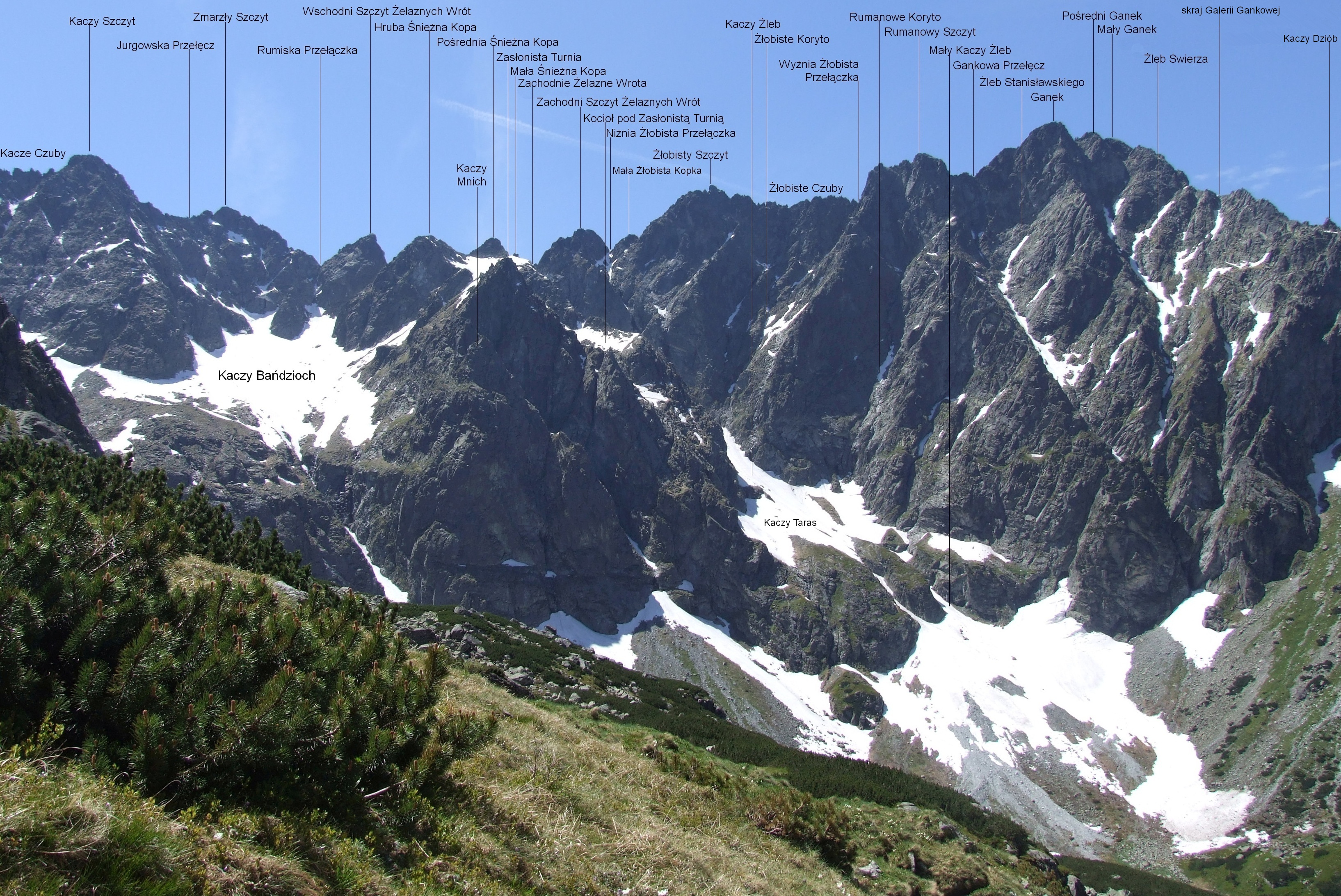
Widok z Doliny Litworowej

Żłobiste Koryto – wielka depresja opadająca z Wyżniej Żłobistej Przełączki do Doliny Kaczej w słowackich Tatrach Wysokich. Jej deniwelacja wynosi około 440 m. Opada stromym progiem o wysokości około 50 m do Kaczego Żlebu, jest więc jego orograficznie lewym odgałęzieniem. Nad próg ten można wejść trawersując z najniższej części lewgo filara Rumanowego Szczytu. Do późnego lata przy ujściu Żłobistego Koryta do Kaczego Żlebu zalegają śniegi, a między nimi a Żłobistym Korytem jest szczelina brzeżna. Jest głęboka, szeroka i często trudna do przejścia. Powyżej progu w ścianie są dwa oddalone o kilkadziesiąt metrów ścieki o wygładzonych ścianach. Prawy z nich (patrząc od dołu) to przedłużenie Żłobistego Koryta, lewy odwadnia Depresję Motyki.
Pierwsze przejście Żłobistego Koryta (z miejscowymi obejściami):
- letnie: Jan Durr, Jan Alfred Szczepański i Mieczysław Szczuka 3 lipca 1927 r. Dolny odcinek III w skali tatrzańskiej, wyżej I, czas przejścia 3 godz.;
- zimowe: Jaromir Sadek i Krištof Zlatnik 16 marca 1951 r.;
- pierwszy zjazd narciarski: Milič Blahout 7 maja 1988 r. Władysław Cywiński do zjazdu tego dodaje krótki komentarz: niewyobrażalne[1].